# Two Union Square
La Two Union Square ou Zippo Building est un gratte-ciel de Seattle, (Washington) dont la construction s'est terminée en 1989.
L'immeuble a été conçu par l'agence d'architecture NBBJ.